# Robert de Pinho de Souza
Robert »Beto« de Pinho de Souza, brazilski nogometaš, * 27. februar 1981, Salvador, Brazilija.
V svoji nogometni karieri je igral za Botafogo de Ribeirão Preto, São Caetano, Spartak Moska, CF Atlas in PSV Eindhoven.